# Décembre 1836
Cette page présente les faits marquants du mois de décembre 1836.

## Événements
- 7 décembre : élection de Martin Van Buren comme président des États-Unis.

- 15 décembre : consécration de l'église Notre-Dame-de-Lorette à Paris.

- 16 décembre, France : réduite à trois actes et présentée en lever de rideau, la sixième représentation de La Esmeralda échoue lamentablement.

- 22 décembre : François Guizot est reçu à l'Académie française. Il succède à Destutt de Tracy. Il est reçu par le comte de Ségur. Adolphe Thiers s'abstient d'y assister car il ne veut pas être témoin de Guizot conspué, ce qui ne se produit pas.

- 27 décembre, France :
  - attentat du républicain Meunier contre Louis-Philippe à l'entrée du Pont Royal. Il échoue;
  - ouverture de la session parlementaire de 1837.

- 28 décembre : l'Espagne reconnaît l'indépendance du Mexique.

- 29 décembre : élection à l'Académie française pour le remplacement de Raynouard. Victor Hugo s'étant présenté, il recueille successivement 6, 6, 6, 5 et 4 voix. Mignet est élu (qui obtient : 7, 8, 10, 13, et 16 voix). Il y avait 31 votants.

## Naissances
- 2 décembre : Paul Hautefeuille (mort en 1902), minéralogiste, chimiste et médecin français.
- 3 décembre : Adolf Lieben (mort en 1914), chimiste autrichien.
- 5 décembre : Vincenzo Vannutelli, cardinal italien de la Curie romaine († 9 juillet 1930).
- 13 décembre : Franz von Lenbach, peintre allemand († 6 mai 1904).
- 29 décembre : Georg August Schweinfurth (mort en 1925), botaniste, ethnologue et explorateur germano-balte et allemand.

## Décès
- 4 décembre, Richard Westall, dessinateur, aquarelliste, graveur et peintre britannique (° 13 janvier 1765).
- 5 décembre, Charles Motte, lithographe parisien (° 1785).
- 16 décembre : Pierre Périaux (né en 1761), mathématicien autodidacte et imprimeur français.